# Georg von Braun
Georg von Braun (n. 21 martie 1886, Skara, Skaraborg⁠(d), Suedia – d. 23 august 1972, Stockholm, Suedia) a fost un sportiv ce a reprezentat Suedia, medaliat olimpic. A participat la o ediție a Jocurilor Olimpice (1920) în care a câștigat o medalie de aur.

## Participări
Lista de mai jos prezintă principalele competiții la care a participat Georg von Braun de-a lungul carierei.
- Équitation aux Jeux olympiques d'été de 1920 – concours complet par équipe[*]